# Helmsdale
Helmsdale (Schots-Gaelisch: Bun Ilidh) is een dorp in de Schotse council Highland in de Lieutenancy area Sutherland.
Helmsdale wordt bediend door een spoorwegstation op de Far North Line.

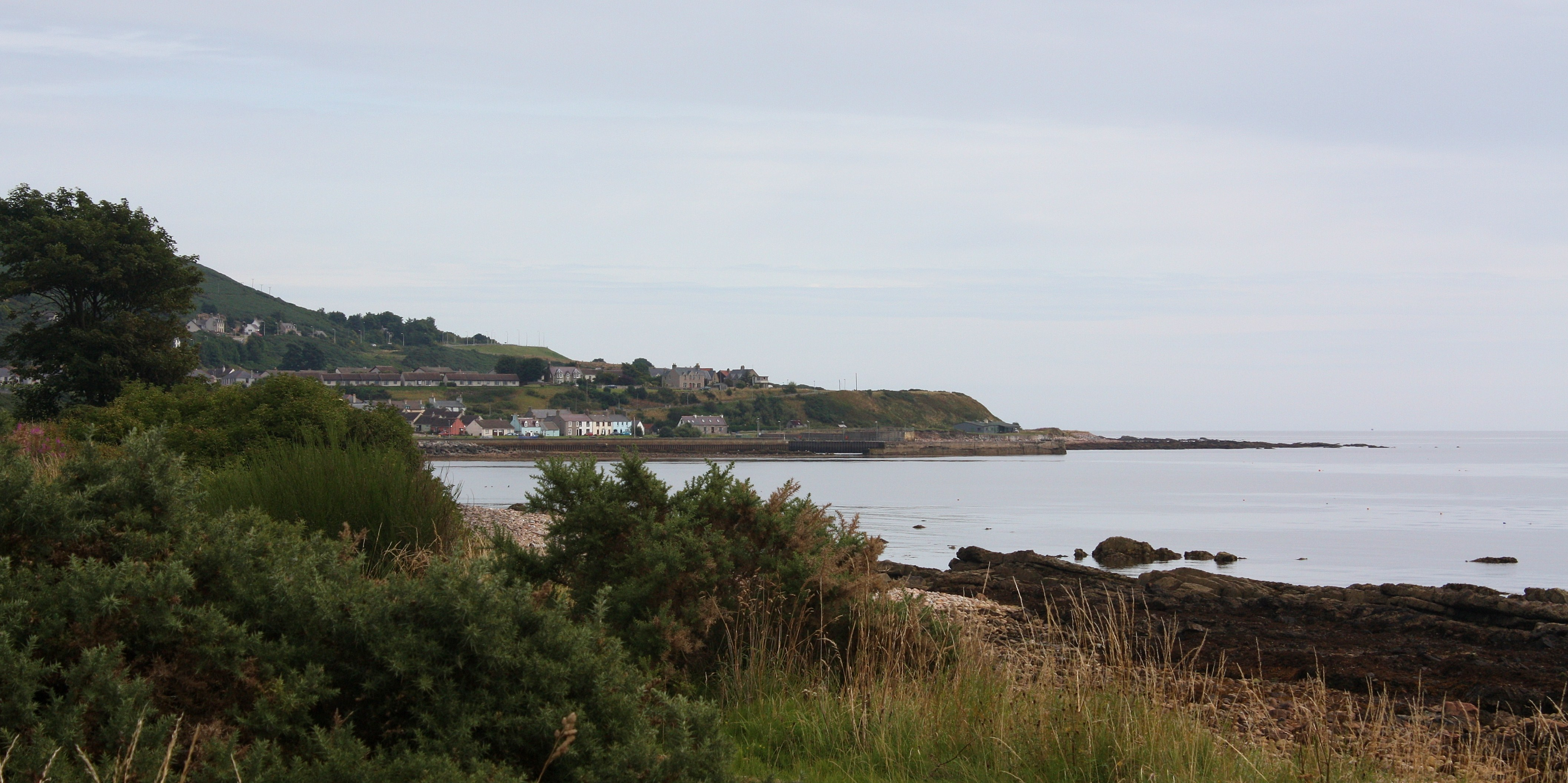
Strand bij Helmsdale
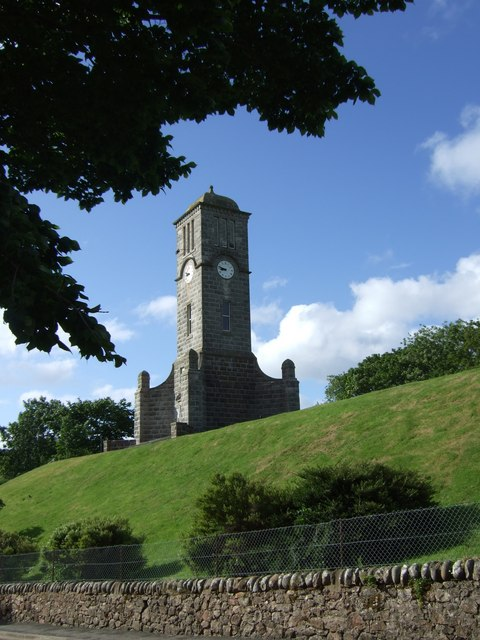
Kerk van Helmsdale
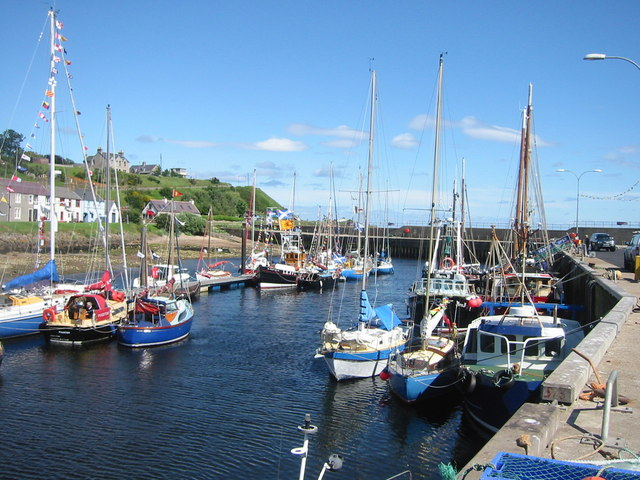
Feest in de haven van Helmsdale